# محوطه عباس برفی
محوطه عباس برفی مربوط به سده‌های ۶ تا ۸ ه.ق است و در شهرستان الیگودرز، بخش بشارت، دهستان پیشکوه ذلقی، ۱۰۰ متری جنوب روستای عباس برفی واقع شده و این اثر در تاریخ ۷ خرداد ۱۳۸۷ با شمارهٔ ثبت ۲۲۷۸۶ به‌عنوان یکی از آثار ملی ایران به ثبت رسیده است.